# بيغ هيت ميوزك
بيق هيت ميوزك (بالكورية: 빅히트 뮤직)‏ سابقًا بيق هيت انترتينمنت (بالكورية: 빅히트 엔터테인먼트)‏ هي شركة ترفية موسيقية كورية جنوبية أسسها بانغ سي هيوك في عام 2005. تمت إعادة تسميتها وإعادة هيكلتها لتصبح شركة مستقلة تحت شركة هايب (المعروفة سابقًا باسم بيق هيت انترتينمنت ) في مارس 2021.  أصبحت الشركة موطنًا للعازف المنفرد لي هيون وفرق الفتيان بي تي اس وتومورو باي توقيذر . أدارت سابقًا عازف منفرد Lim Jeong-hee ومجموعات 8Eight و تو اي ام وشارك في إدارة Glam .

شعار بيق هيت انترتينمنت من 2005 إلى 2021

## من 2021 إلى الوقت الحاضر
في 19 مارس 2021 ، أعلنت الشركة أنه قد تم تغيير اسمها إلى شركة هايب للتأكيد على مجموعتها الأوسع من وحدات الأعمال والمشاريع. مع التغيير ، تمت إعادة تسمية بيق هيت باسم بيق هيت ميوزك.    في 1 أبريل 2021 ، أعلنت هايب من خلال قرار مجلس الإدارة أنها ستفصل شركة العلامة التجارية (بيق هيت ميوزك) عن شركة هايب وتؤسس شركة جديدة بنسبة 100 ٪ من الحصة التي تمتلكها هايب.  في 1 يوليو 2021 ، أصبحت بيق هيت شركة تابعة لشركة هايب. 

## التبرعات
في عام 2017 ، تبرعت بيق هيت بمبلغ 30مليون وون كوري ل4 من اصل16 عوائل في سيوول من أجل الحقيقة ومن اجل مجتمع أكثر أمانًا ، وهي منظمة مرتبطة بأسر كارثة انقلاب العبارة الكورية الجنوبية (2014) .  في يونيو 2020 ، تبرعت مع فرقة بي تي اس بمليون دولار لدعم حركة حياة السود مهمة ، خلال احتجاجات جورج فلويد ،  ومليون دولار لحملة Live Nation 's Crew Nation للمساعدة في دعم موظفي الموسيقى الحية أثناء وباء COVID-19 . 

## الفنانين

### مجموعات
- بي تي اس
- تومورو باي توقيذر

### منفردون
- لي هيون
- آر إم
- شوقا
- جايهوب
- جين
- جيمين

### منتجين
- بانغ شي هيوك [11]
- بدوغ [12]
- سلو رابيت [13]
- سوبريم بوي [14]
- شوقا [15]
- آر ام[16]
- جايهوب [17]

### مصممي الرقصات
- سون سونغ دوك [18]

## فنانون سابقون
- كي ويل (2005-2007 ، شارك في إدارته لجيوايبي انترتينمنت )
- تو اي ام (2010-2014 ، تديرها شركة JYP Entertainment )
  - جو كوون (2010-2014)
- 8Eight (2007-2014 ، يشترك في إدارتها سورس ميوزك )
- جي لام (2012-2015 ، يديرها سورس ميوزك )
- ليم جيونغ هي (2012-2015 ، شاركت في إدارة جيوايبي انترتينمنت )
- أوم (2010-2018)
  - تشانغمين (2010-2018)